# Jean-Claude Andro
Jean-Claude Andro est un écrivain français né en Bretagne à Ergué-Armel le 24 juin 1937 et mort le 18 juin 2000 à Clichy. Fils de libraires bretons, influencé par Julien Gracq, il publie son premier roman à 22 ans puis part enseigner au Mexique (1960-62). Il poursuit ensuite une carrière de romancier et de traducteur (Zone sacrée, Les deux Hélène et Chant des aveugles de Carlos Fuentes et, en compagnie d'Annette Andro, Le Christ des ténèbres de Rosario Castellanos). 
Dans son journal, l'écrivain Charles Le Quintrec évoque le talent mais aussi la détresse matérielle de Jean-Claude Andro. Lequel laissera cette citation sur sa production: Il y a un âge pour se raconter sans trop de mensonge: la quarantaine. Avant on enjolive; après on radote.
Jean-Claude Andro a reçu, en 1998, le prix Henri de Régnier de l’Académie française pour l’ensemble de son œuvre. L'Institut lui avait déjà décerné par deux fois le prix Amic (1993 et 1996) et le prix Mottart (1995). 